# قطعنامه ۷۸۲ شورای امنیت
قطعنامه ۷۸۲ شورای امنیت سازمان ملل متحد که در تاریخ ۱۳ اکتبر ۱۹۹۲ تصویب شد، سندی بین‌المللی دربارهٔ موزامبیک است. این قطعنامه طی نشست ۳۱۲۳ام با ۱۵ رای موافق، ۰ مخالف و ۰ ممتنع تصویب شد.